# Anacamptis sancta
Anacamptis sancta là một loài lan.